# 15 км (зупинний пункт, Донецька залізниця, Краматорський район)
15 км — пасажирський залізничний зупинний пункт Лиманської дирекції Донецької залізниці на лінії Ступки — Краматорськ між станціями Краматорськ (15 км) та Часів Яр (15 км). Розташований неподалік села Білокузьминівка Краматорського району Донецької області.
Пасажирське сполучення не здійснюється понад 10 років.